# Kleofas (Mihajesi)
Kleofas, imię świeckie Todor Stepanowicz Mihajesi (ur. 25 lipca 1977 r. w Ostryci) – biskup Ukraińskiego Kościoła Prawosławnego Patriarchatu Moskiewskiego pochodzenia rumuńskiego.

## Życiorys
Pochodzi z rodziny robotniczej. W 1994 r. ukończył szkołę średnią, zaś w 2001 r. ukończył studia medyczne, ze specjalnością stomatologia, na Uniwersytecie Medycznym w Klużu-Napoce. W tym samym roku wstąpił jako posłusznik do monasteru Wniebowstąpienia Pańskiego w Banczenach. 4 stycznia 2004 r. został postrzyżony na mnicha przez metropolitę czernowieckiego i bukowińskiego Onufrego, przyjmując imię Kleofas na cześć Kleofasa Apostoła. 23 kwietnia 2005 r. przyjął święcenia diakońskie, zaś 25 września tego samego roku został wyświęcony na hieromnicha.
W 2010 r. ukończył licencjackie studia teologiczne w Instytucie Teologicznym w Czerniowcach.
9 sierpnia 2016 r. otrzymał godność archimandryty.
W 2022 r. ukończył w trybie zaocznym seminarium duchowne w Poczajowie. 
12 maja 2022 r. Święty Synod Ukraińskiego Kościoła Prawosławnego nominował go na biskupa nowosełyckiego, wikariusza eparchii czerniowieckiej i bukowińskiej. Jego chirotonia biskupia odbyła się 15 maja tego samego roku w cerkwi św. Agapita Pieczerskiego na terenie Ławry Peczerskiej pod przewodnictwem metropolity kijowskiego i całej Ukrainy Onufrego.
Jego siostra również jest prawosławną mniszką.